# همو
همو هي قرية في مقاطعة كليبر، إيران. عدد سكان هذه القرية هو 226 في سنة 2006.